# Baba Yetu
"Baba Yetu" é uma música composta por Christopher Tin.
A música 'Baba Yetu' é a faixa de abertura do primeiro álbum de Tin, "Calling All Dawns" (em tradução livre, "Chamando todas as Manhãs"). A música foi originalmente composta para o jogo Civilization IV. Tin foi chamado para a criação da introdução por seu antigo colega da faculdade de Stanford, Soren Johnson.
"Baba Yetu" foi a primeira música da trilha sonora de um videogame a ter sido indicada. e a ter ganho um prêmio Grammy, pela categoria "Melhor Arranjo Musical acompanhado de Vozes". A próxima trilha sonora de um videogame a ser indicada a um prêmio Grammy foi Journey, de Austin Wintory, em 2012, pela categoria "Melhor Trilha Sonora para Mídia Visual". A música foi tocada em diversos concertos, como por exemplo, no 67º sessão da Assembleia Geral da Nações Unidas em 2013.

## Letra
A letra é uma tradução em Swahili do Pai Nosso:
Baba yetu, yetu uliye

Mbinguni yetu, yetu amina!

Baba yetu yetu uliye

M Jina lako e litukuzwe.

Utupe leo chakula chetu

Tunachohitaji, utusamehe

Makosa yetu, hey!

Kama nasi tunavyowasamehe

Waliotukosea usitutie

Katika majaribu, lakini

Utuokoe, na yule, muovu e milele!

Ufalme wako ufike utakalo

Lifanyike duniani kama mbinguni.

(Amina)